# MVP Arena
Die MVP Arena ist eine Mehrzweckhalle in der US-amerikanischen Stadt Albany im Bundesstaat New York. Die Arena hat ein Fassungsvermögen von bis zu 17.500 Zuschauern. Im Januar 2022 änderte sich der Name von Times Union Center zu MVP Arena.

## Geschichte
Der Bau wurde von Crozier Associates, Clough Harbour & Associates entwickelt und durch Beltrone/MLB zu einem Preis von 68,8 Mio. US-Dollar ausgeführt. Die Arena enthält unter anderem 25 luxuriöse Logen, jede mit 16 Sitzplätzen, Kabelfernsehen, Bad und Kühlschrank, die an der Spitze der inneren Schale liegen. Die Logen werden jeweils auf drei Jahre vermietet. Die Arena wurde am 30. Januar 1990 als Knickerbocker Arena mit einem Konzert von Frank Sinatra eröffnet.
Der Sponsoringpartner der Arena wurden 1997 PepsiCo; deshalb war die Arena bis 2006 als Pepsi Arena bekannt. Im Mai 2006 wurde die Times Union, eine regionale Zeitung, neuer Sponsor und daher lautete der Name der Arena ab 1. Januar 2007 Times Union Center. Der Bau wird von dem Betreiber von Veranstaltungsgebäuden, ASM Global, verwaltet.
Zu den Nutzern der Arena gehören das Siena College Herren-Basketball-Team und das Arena-Football-Team Albany Firebirds (Arena Football One, früher Arena Football League und af2). Frühere Nutzer waren unter anderem die Albany Devils (bis 2017) der American Hockey League.
Die MVP Arena ist jedes Jahr Gastgeber der ECAC-Hockey-Meisterschaften und oft Austragungsort des jährlichen Metro Atlantic Athletic Conference Basketball-Turniers (1990–1996, 1998, 2000, 2002, 2004, 2006 und 2008–2010).
Seit seiner Eröffnung mit Frank Sinatra ist das Times Union Center aufgrund seiner Nähe zu größeren Städten wie New York, Boston und Montreal auch ein beliebter Veranstaltungsort für Konzerte und Shows.
Auch die Wrestlingliga WWE hat die Arena oft genutzt. Von 1990 bis 1998 gingen 189.833 WWF-Fans durch die Eingänge des Times Union Center. Drei Superstars gewannen ihren ersten WWE Championship in dieser Arena. 2000 veranstaltete die Pepsi Arena die World Wrestling Federation’s No Mercy. Bemerkenswert war die Rückkehr von Steve Austin zum aktiven Wettbewerb, nachdem er von Rikishi verletzt worden war.

## Galerie

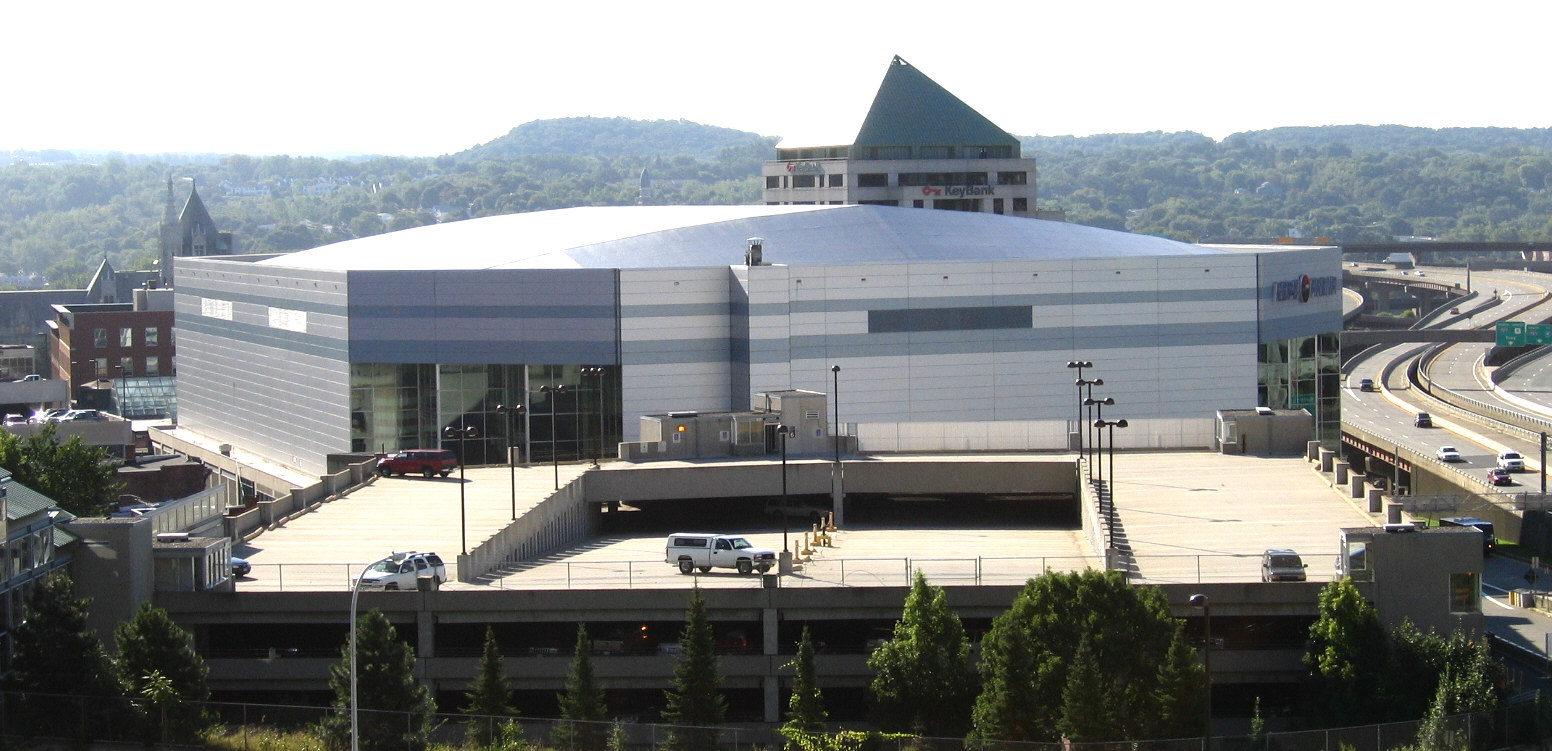
Das Times Union Center mit dem Parkhaus vom Empire State Plaza aus gesehen (2006)
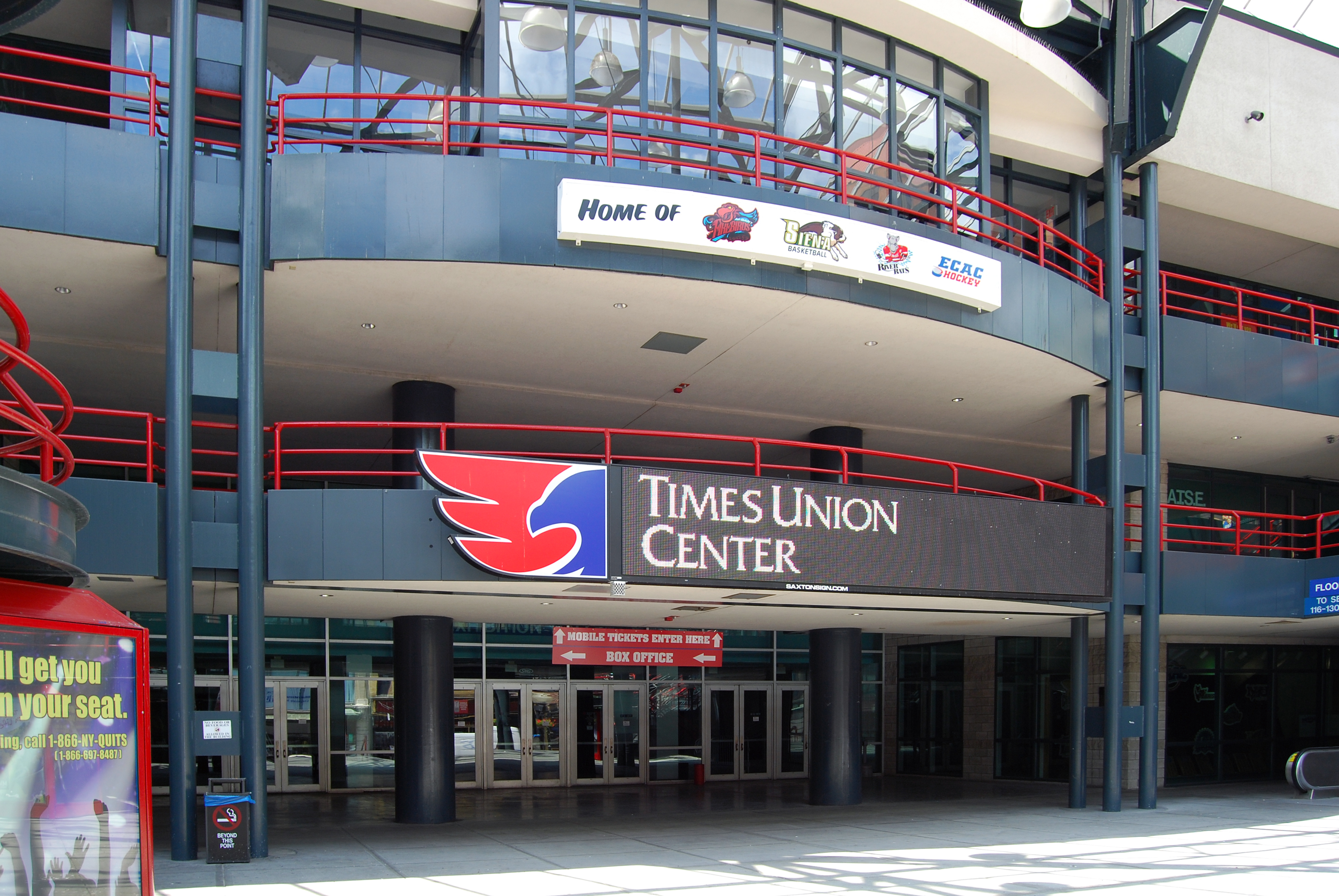
Eingangsbereich des TUC (2007)
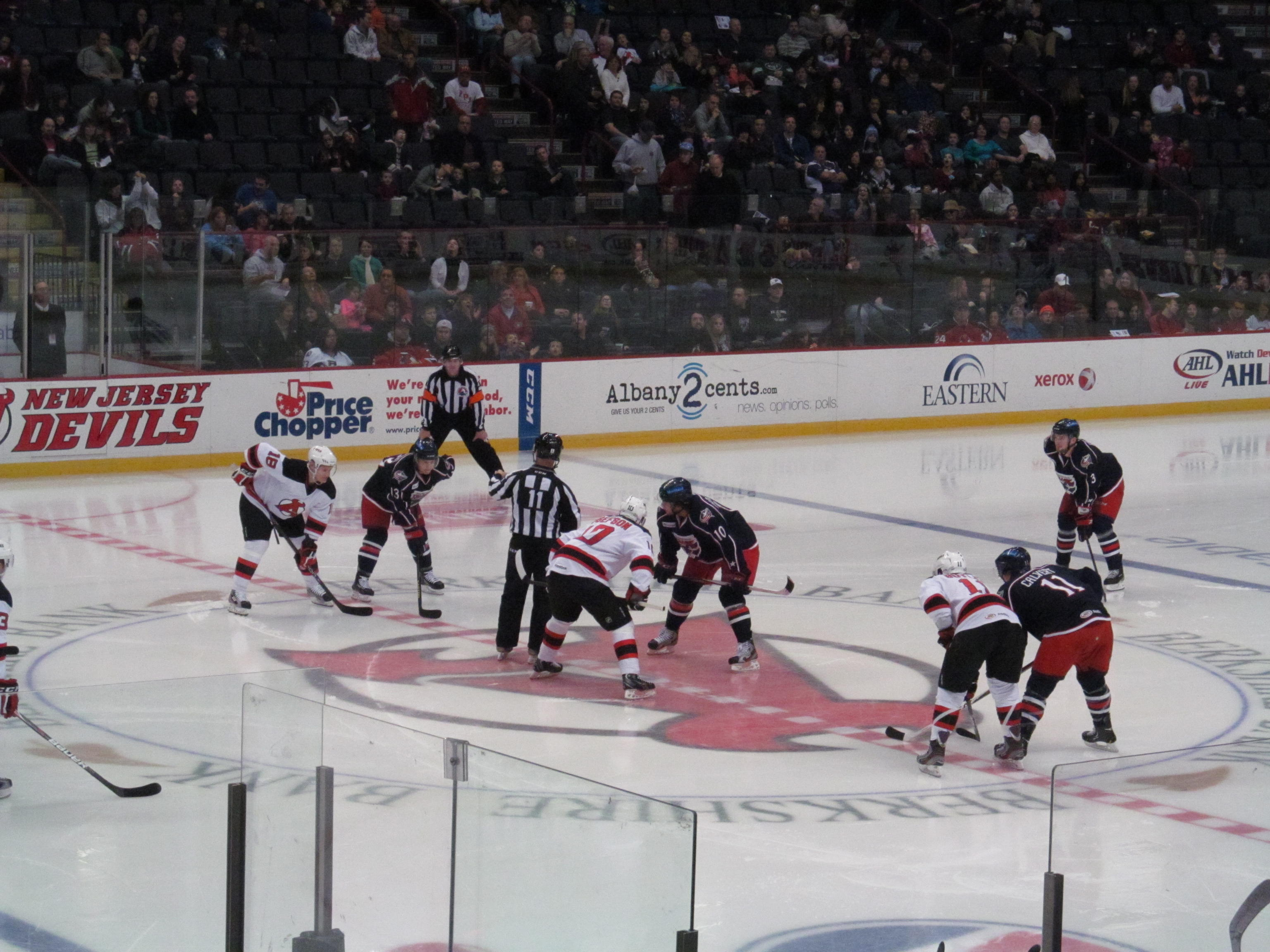
Spiel der AHL im Januar 2013 zwischen Albany Devils und den Springfield Falcons
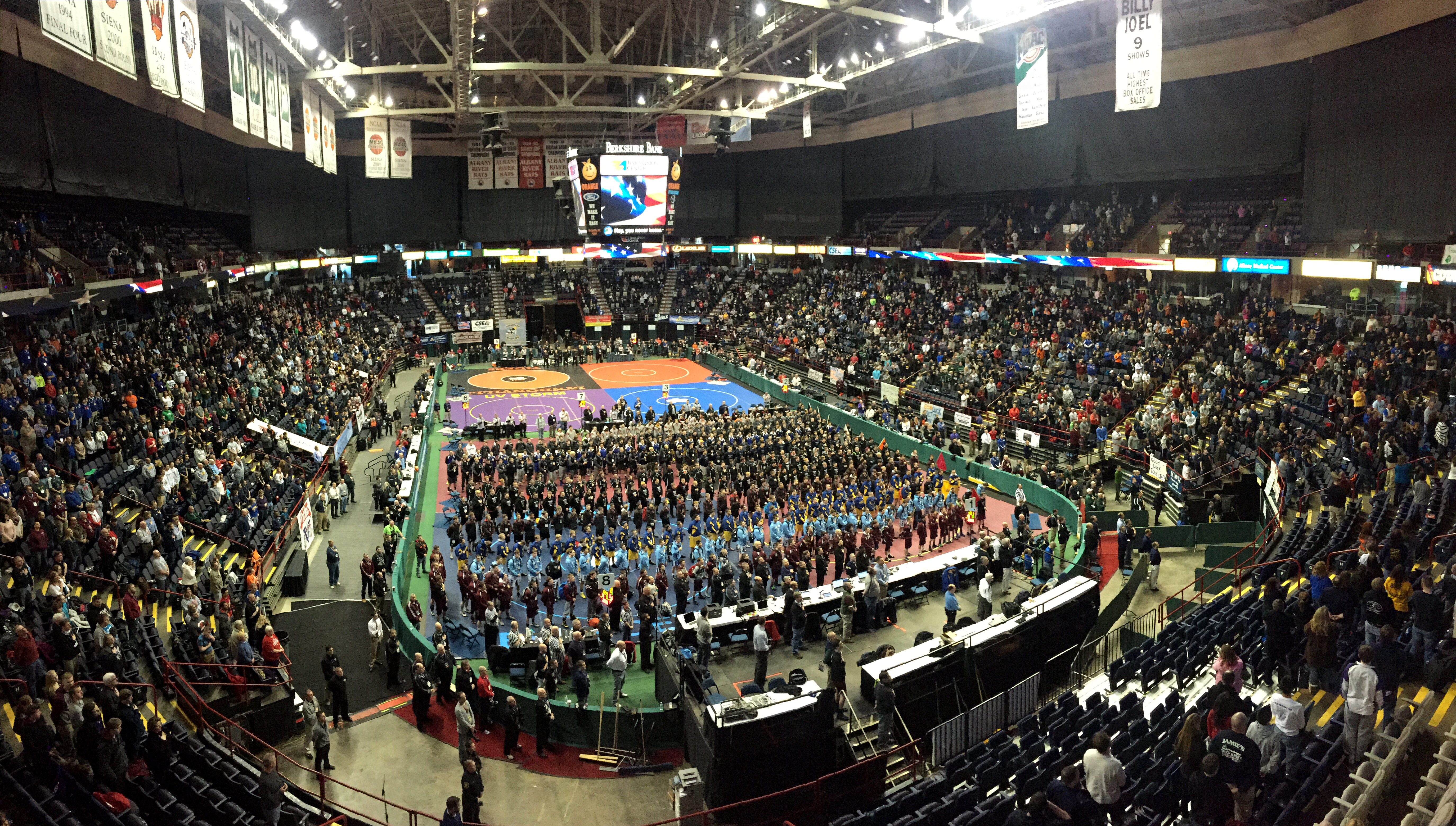
Eröffnung der 53. Meisterschaften im Ringen der New York State Public High School Athletic Association (NYSPHSAA) im Times Union Center (2015)